# آنوشاوان دانیلیان
آنوشاوان دانیلیان (ارمنی: Անուշավան Դանիելյան؛ زادهٔ ۱۶ فوریهٔ ۱۹۵۹ در بولنیسی) سیاستمدار اهل جمهوری آرتساخ که از ۳۰ ژوئن ۱۹۹۹ تا ۱۲ سپتامبر ۲۰۰۷ میلادی سمت نخست‌وزیر جمهوری قره‌باغ را برعهده داشت.